# NHK Trophy de 1980
NHK Trophy de 1980 foi a segunda edição do NHK Trophy, um evento anual de patinação artística no gelo organizado pela Federação Japonesa de Patinação (em japonês:  日本スケート連盟). A competição foi disputada na cidade de Saporo, Japão.

## Eventos
- Individual masculino
- Individual feminino
- Duplas
- Dança no gelo

## Medalhistas
| Evento                        | Ouro                                        | Prata                                           | Bronze                                      |
| Individual masculino detalhes | Fumio Igarashi · Japão                      | Robert Wagenhoffer · Estados Unidos             | Allen Schramm · Estados Unidos              |
| Individual feminino detalhes  | Denise Biellmann · Suíça                    | Katarina Witt · Alemanha Oriental               | Melissa Thomas · Estados Unidos             |
| Duplas detalhes               | Barbara Underhill · Paul Martini · Canadá   | Maria Didomenico · Burt Lancon · Estados Unidos | Toshimi Ito · Takashi Mura · Japão          |
| Dança no gelo detalhes        | Carol Fox · Richard Dalley · Estados Unidos | Karen Barber · Nicholas Slater · Reino Unido    | Lillian Heming · Murray Carey · Reino Unido |

## Resultados

### Individual masculino
| Pos.              | Nome               | Nacionalidade      | Pontos | PC | PL |
| ----------------- | ------------------ | ------------------ | ------ | -- | -- |
| Medalha de ouro   | Fumio Igarashi     | Japão              | 2.2    | 3  | 1  |
| Medalha de prata  | Robert Wagenhoffer | Estados Unidos     | 2.4    | 1  | 2  |
| Medalha de bronze | Allen Schramm      | Estados Unidos     | 3.8    | 2  | 3  |
| 4                 | Takeshi Mura       | Japão              | 6.4    | 6  | 4  |
| 5                 | Thomas Öberg       | Suécia             | 7.6    | 4  | 6  |
| 6                 | Shinji Someya      | Japão              | 8.6    | 7  | 7  |
| 7                 | Heiko Fischer      | Alemanha Ocidental | 9.8    | 7  | 7  |
| 8                 | Gordon Forbes      | Canadá             | 10.0   | 5  | 8  |
| 9                 | Cong Wenyi         | China              | 13.0   | 10 | 9  |
| 10                | Atsushi Oshima     | Japão              | 13.2   | 8  | 10 |
| 11                | Istvan Simon       | Hungria            | 15.4   | 11 | 11 |

### Individual feminino

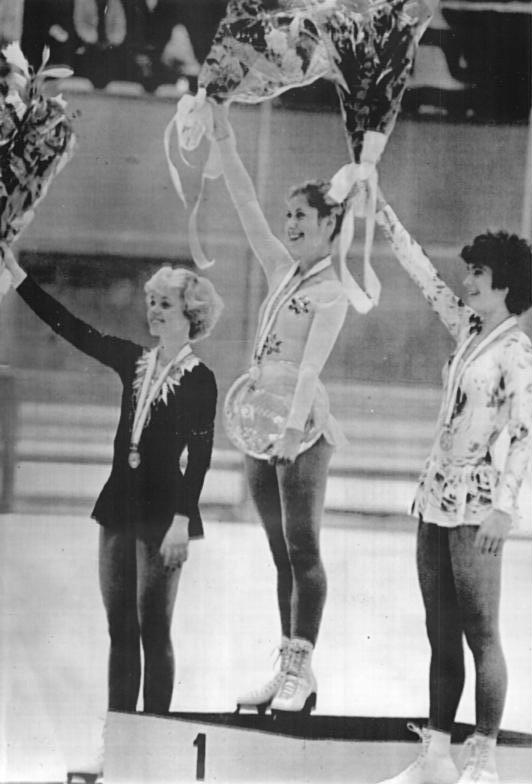
Pódio da competição feminina.

}}
| Pos.              | Nome                | Nacionalidade      | Pontos | PC | PL  |
| ----------------- | ------------------- | ------------------ | ------ | -- | --- |
| Medalha de ouro   | Denise Biellmann    | Suíça              | 1.4    | 1  | 1   |
| Medalha de prata  | Katarina Witt       | Alemanha Oriental  | 2.8    | 2  | 2   |
| Medalha de bronze | Melissa Thomas      | Estados Unidos     | 5.0    | 5  | 3   |
| 4                 | Claudia Leistner    | Alemanha Ocidental | 6.2    | 3  | 5   |
| 5                 | Sachie Yuki         | Japão              | 6.8    | 7  | 4   |
| 6                 | Sonja Stanek        | Áustria            | 7.6    | 4  | 6   |
| 7                 | Catharina Lindgren  | Suécia             | 10.2   | 8  | 7   |
| 8                 | Megumi Yamagishita  | Japão              | 11.6   | 9  | 8   |
| 9                 | Mariko Yoshida      | Japão              | 13.4   | 11 | 9   |
| 10                | Megumi Aotani       | Japão              | 13.4   | 6  | 11  |
| 11                | Kim Myo Shil        | Coreia do Norte    | 15.2   | 13 | 10  |
| 12                | Yukiko Oakabe       | Japão              | 16.8   | 12 | 12  |
| 13                | Kathryn Osterberg   | Canadá             | 18.0   | 10 | 114 |
| 14                | Antonella Toninelli | Itália             | 18.6   | 14 | 13  |
| 15                | Hea-Sook Shin       | Coreia do Sul      | 21.0   | 15 | 15  |
| 16                | Liu Xiaohong        | China              | 22.4   | 16 | 16  |

### Duplas
| Pos.              | Nome                             | Nacionalidade  | Pontos | PC | PL |
| ----------------- | -------------------------------- | -------------- | ------ | -- | -- |
| Medalha de ouro   | Barbara Underhill / Paul Martini | Canadá         | 1.4    | 1  | 1  |
| Medalha de prata  | Maria Didomenico / Burt Lancon   | Estados Unidos | 3.2    | 3  | 2  |
| Medalha de bronze | Toshimi Ito / Takashi Mura       | Japão          | 3.8    | 2  | 3  |
| 4                 | Lyndy Marron / Hal Marron        | Estados Unidos | 5.2    | 3  | 4  |

### Dança no gelo
| Pos.              | Nome                             | Nacionalidade  | Pontos | DO | DL |
| ----------------- | -------------------------------- | -------------- | ------ | -- | -- |
| Medalha de ouro   | Carol Fox / Richard Dalley       | Estados Unidos | 1.4    | 1  | 1  |
| Medalha de prata  | Karen Barber / Nicholas Slater   | Reino Unido    | 2.8    | 2  | 2  |
| Medalha de bronze | Lillian Heming / Murray Carey    | Reino Unido    | 4.2    | 3  | 3  |
| 4                 | Noriko Sato / Tadayuki Takahashi | Japão          | 6.0    | 5  | 4  |
| 5                 | Gabriella Remport / Sándor Nagy  | Hungria        | 6.6    | 4  | 5  |
| 6                 | Mariena Medea / Luigi Freroni    | Itália         | 8.4    | 6  | 6  |

## Quadro de medalhas
| Ordem | País              | Medalha de ouro | Medalha de prata | Medalha de bronze |    | Ordem por total |
| ----- | ----------------- | --------------- | ---------------- | ----------------- | -- | --------------- |
| 1     | Estados Unidos    | 1               | 2                | 2                 | 5  | 1               |
| 2     | Japão             | 1               |                  | 1                 | 2  | 2               |
| 3     | Canadá            | 1               |                  |                   | 1  | 4               |
| 3     | Suíça             | 1               |                  |                   | 1  | 4               |
| 5     | Reino Unido       |                 | 1                | 1                 | 2  | 2               |
| 6     | Alemanha Oriental |                 | 1                |                   | 1  | 4               |
| TOTAL | TOTAL             | 4               | 4                | 4                 | 12 | —               |